# Wapen van Kwadijk

Wapen van Kwadijk zoals geregistreerd bij de Hoge Raad van Adel

Wapen van Kwadijk

Het wapen van Kwadijk werd op 20 november 1891 aan de toenmalige Nederlandse gemeente Kwadijk toegekend. In 1970 is de gemeente opgegaan in de gemeentes Purmerend en Zeevang, waardoor het wapen niet langer in gebruik is. Zowel Purmerend als Zeevang hebben na de fusie het wapen van Kwadijk niet in hun wapens opgenomen.

## Geschiedenis
Kwadijk was voordat het een gemeente werd een heerlijkheid en heeft als zodanig een eigen wapen gevoerd. Het wapen hier afgebeeld werd door de gemeente Kwadijk gevoerd. Of de heerlijkheid dit wapen voerde of een ander wapen is niet duidelijk. Wel is bekend dat er een tweede wapen is gebruikt. Dat wapen had de volgende beschrijving:
In azuur (blauw) een boom van natuurlijke kleur, staande op een grasgrond van goud en in de boom 3 vogels (of kikkers), waarvan de meest linkse (voor de kijker rechts) omgewend (naar voor de kijker links kijkend). Het schild gedekt door een kroon met 5 parels.
Het bovenvermelde wapen lijkt veel op de Westfriese boomwapens die bekend zijn van plaatsen in de omgeving.

## Blazoen
De beschrijving van het wapen van de gemeente Kwadijk luidde als volgt:
Van sabel beladen met een naar links gewende vischschuit van goud, zeilende op een van lazuur en zilver gegolfden en gedwarsbalkten schildvoet van 4 stukken. Randschrift; "Gemeentebestuur van Kwadijk".
Hier wordt heel summier beschreven dat het schild zwart is met daarop een naar, voor de kijker, links varende gouden vissersboot. Het water is blauw en zilver gegolfd en bevindt zich in de schildvoet.
In de beschrijving is niet opgenomen dat de boot een groot zeil kent en dat op de achtersteven een vlag geplaatst is met daarop de Hollandse leeuw. De vlag is, net als het schip van goud, de leeuw is rood en heeft blauwe nagels en tong. Op de wapentekening is het lint met randschrift niet afgebeeld, deze is wel op het wapendiploma aangebracht. Ook ontbreekt op de tekening in het register de vlag.
Abbekerk
· Akersloot
· Andijk
· Ankeveen
· Anna Paulowna
· Assendelft
· Avenhorn
· Barsingerhorn
· Beemster
· Beets
· Bennebroek
· Berkenrode
· Berkhout
· Bijlmermeer
· Blokker
· Bovenkarspel
· Broek in Waterland
· Broek op Langedijk
· Buiksloot
· Bussum
· Callantsoog
· De Rijp
· Egmond
· Egmond aan Zee
· Egmond-Binnen
· Graft
·  Graft-De Rijp
· 's-Graveland
· Groet
· Grootebroek
· Grosthuizen
· Haarlemmerliede
· Haarlemmerliede en Spaarnwoude
· Harenkarspel
· Heerhugowaard
· Hensbroek
· Hoogkarspel
· Hoogwoud
· Ilpendam
· Jisp
· Kalslagen
· Katwoude
· Koedijk
· Koog aan de Zaan
· Kortenhoef
· Krommenie
· Kwadijk
· Langedijk
· Leimuiden
· Limmen
· Marken
· Middelie
· Midwoud
· Monnickendam
· Muiden
· Naarden
· Nederhorst den Berg
· Nibbixwoud
· Niedorp
· Nieuwe Niedorp
· Nieuwendam
· Nieuwer-Amstel
· Noord-Scharwoude
· Noorder-Koggenland
· Obdam
· Oosthuizen
· Opperdoes
· Oterleek
· Oude Niedorp
· Oudendijk
· Oudkarspel
· Oudorp
· Petten
· Ransdorp
· Schardam
· Scharwoude
· Schellingwoude
· Schellinkhout
· Schermer
· Schermerhorn
· Schoorl
· Schoten
· Sijbekarspel
· Sint Maarten
· Sint Pancras
· Sloten
· Spaarndam
· Spaarnwoude
· Spanbroek
· Twisk
· Urk
· Ursem
· Veenhuizen
· Venhuizen
· Warder
· Warmenhuizen
· Waverveen
· Weesp
· Weesperkarspel
· Wervershoof
· Wester-Koggenland
· Westwoud
· Westzaan
· Wieringen
· Wieringermeer
· Wieringerwaard
· Wijdenes
. Wijdewormer
. Wijk aan Zee en Duin
· Wimmenum
· Winkel
· Wognum
· Wormer
· Wormerveer
· Zaandam
· Zaandijk
· Zeevang
· Zijpe
· Zuid-Scharwoude
· Zuid- en Noord-Schermer
· Zwaag

Dorpswapens:
Hauwert
· Volendam
· Zwaagdijk-West